# Association des artistes de Hanovre

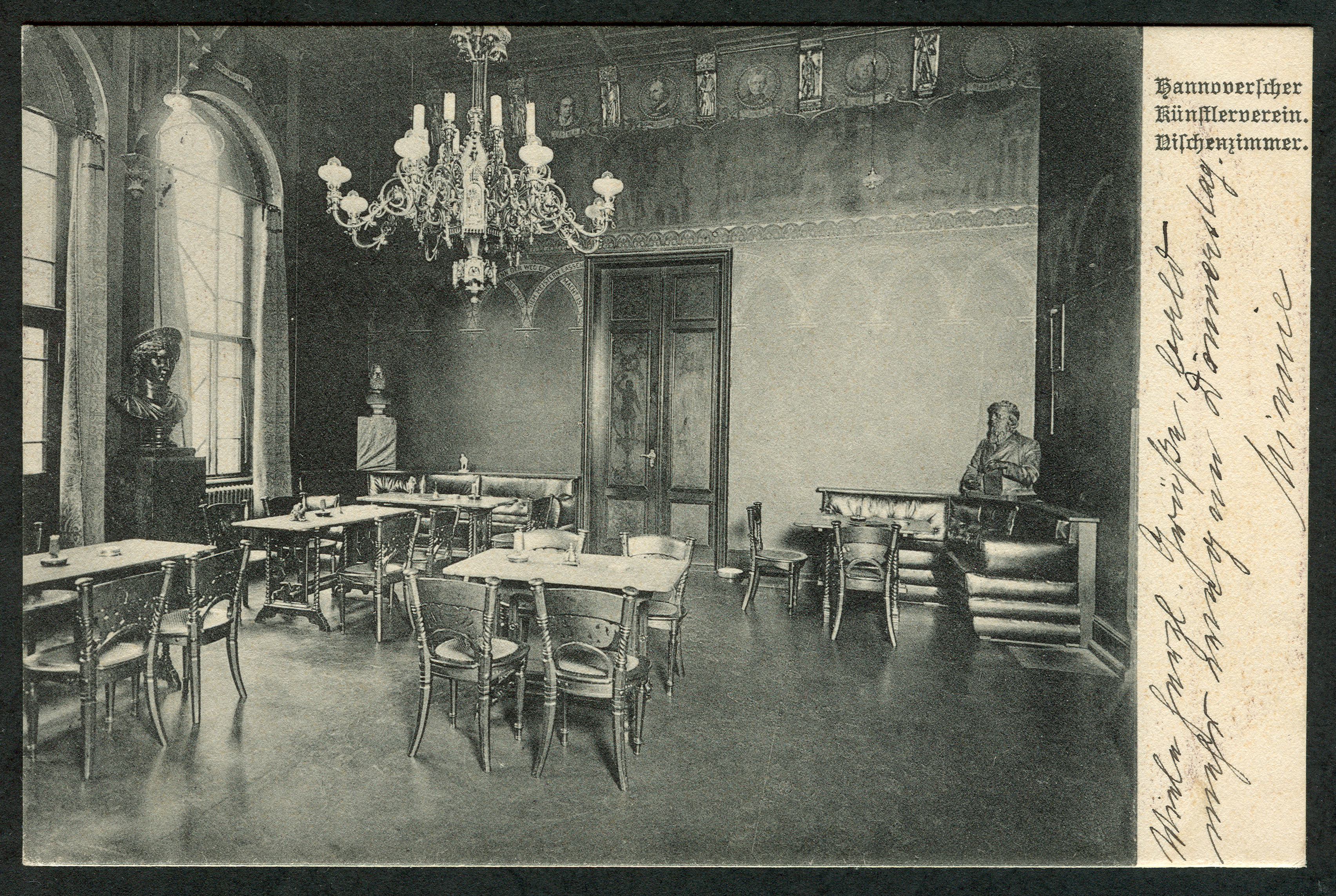
Vers 1900 : La « salle de niche » de l'association à la ; Carte postale de Karl Friedrich Wunder

L'Association des artistes de Hanovre (HKV) existe depuis 1842. Le club a sa salle dans la Maison des artistes de Hanovre (de) au 2 Sophienstraße.
Jusqu'à la Première Guerre mondiale, l'association est la principale association culturelle avec des artistes, des personnalités et des membres (d'honneur) de haut niveau. C'est dans ses rangs que se forment l'"Association des architectes et ingénieurs de Hanovre (de)" et l'"Association pour la collection d'art public" (qui fait maintenant partie des collections du Musée d'État de Basse-Saxe).
Depuis peu, l'association s'affiche de plus en plus dans des manifestations sur les thèmes de la littérature et des beaux-arts à travers des groupes de travail.

## Histoire

### Fondation
Le 11 octobre 1842, 65 représentants de la vie culturelle de Hanovre se réunissent à l'hôtel "de Strelitz" à Calenberger Neustadt. Selon les statuts, les 65 fondateurs de l'association veulent offrir aux artistes et aux amateurs d'art des occasions de « noble convivialité ».
Entre autres, Ernst von Bandel, August Hengst (de), Eduard Kasten, Georg et Hermann Kestner (de), Edmund Koken, Wilhelm Kretschmer (de), Heinrich Kümmel (de), Heinrich Marschner et Carl Oesterley participent à la réunion inaugurale.
Cependant, la date officielle de fondation est le 18 octobre, le jour de la Saint-Luc : Cette journée est célébrée chaque année dans l'association sous le nom de "Fête de Saint-Luc".

### Maison des artistes de Hanovre

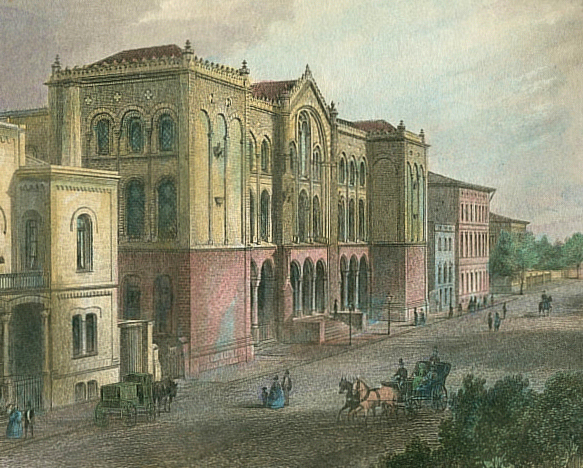
La Maison des artistes avant 1858, puis "Musée des Arts et des Sciences"

À partir de 1855, l'association se réunit dans le "Musée des arts et des sciences" nouvellement construit (aujourd'hui "Maison des artistes de Hanovre"). Les événements majeurs comprennent :
- 1856 : Au printemps de cette année, le violoniste Joseph Joachim donne les deux premières soirées de quatuor à l'Association des artistes de Hanovre, qui se poursuivent régulièrement à partir de l'automne[2].
- 1859 : Fête de Schiller.
- 1861 : Défilé pour l'inauguration du monument Ernest-Auguste (de), dont les participants sont nommés dans l'Ernst-August-Album, ainsi que ceux de l'Association des architectes et ingénieurs[3].
- 1863 : Grand festival d'été dans la villa « Bella Vista (de) » construite par Georg Ludwig Friedrich Laves
- 1867 : Célébration de la Fondation pour le 25e anniversaire.
- 1875 : Richard Wagner visite avec sa femme Cosima.
- 1895 : Fêtes costumées au Palmengarten et au Konzerthaus.
- 1932 : Célébration du 90e anniversaire de l'association des artistes.

De 1933 à 1945, l'association est épargnée des "sanctions" par les nationaux-socialistes, puisque les présidents Fritz Heiligenstaedt (de), Elbers et Köhler sont proches du NSDAP.

### Après 1945
Après les raids aériens sur Hanovre (de) pendant la Seconde Guerre mondiale, la Maison des artistes n'est reconstruite qu'en 1954. Depuis, l'association dispose d'une « salle du club » pour l'administration et les événements. Ce n'est cependant qu'en 1961 que la salle du club est inaugurée.
Le changement de la scène artistique à Hanovre provoqué par l'Association d'art de Hanovre, la société Kestner et la construction du musée Sprengel s'est accompagné d'un déclin de l'importance de l'Association des artistes de Hanovre.
À partir des années 1960, de plus en plus d'initiatives dans le domaine de la musique sont entreprises sous les présidents Reimar Dahlgrün (de), Gotthard Kronstein (de), G. Katzenberger et Claus-Ulrich Heinke. La série de concerts « Matinee im (Theater am) Aegi (de) » organisée entre 1978 et 2000, qui promeut de jeunes musiciens à Hanovre et au-delà, est remarquable.

### Troisième millénaire
En 2002, après 160 ans d'histoire associative, une femme préside pour la première fois l'Association des artistes de Hanovre : sous Heidi Plank (morte en 2008), la salle du club, qui n'a pas changé depuis 1961, est repensée par l'architecte Carola Woelk.
Récemment, l'association s'est fait un nom avec des initiatives et des événements dans les domaines de la littérature et des beaux-arts.

## Soirée Brehmer
L'orfèvre, médailleur, graveur de pièces de monnaie et sculpteur royal hanovrien Heinrich Brehmer (de) lègue 6 000 marks d'or de sa fortune à l'Association des artistes de Hanovre. La "soirée Brehmer" de l'association, célébrée chaque année le 25 novembre à l'occasion de l'anniversaire de l'artiste avec ce que l'on appelle le "couvert humide", remonte à ce legs.

## Membres

### Membres réguliers
Jusqu'en 1973, les femmes ne sont pas admises en tant que membres, mais sont les bienvenues en tant qu'invitées. À partir de 2002, cependant, l'association a pour la première fois une femme présidente avec Heidi Plank.
- August Wilhelm Julius Ahlborn
- Jan Gottlieb Jiracek von Arnim (de)
- Ernst von Bandel
- Emil-Werner Baule (de)
- Klaus-Ernst Behne (de)
- Julius Berend (de)
- Karl Börgemann (de)
- Hermann Brune (de)
- Carl Buchheister
- Ernst-Erich Buder (de)
- Hans von Bülow
- August Bünte (de)
- Wilhelm Bünte (de)
- Fritz Burger-Mühlfeld (de)
- Friedrich Georg Hermann Culemann (de)
- Klaus Determann (de)
- Carl Devrient (de)
- Georg Dieckmann (de)
- Carl Dopmeyer (de)
- Alexander Dorner
- Karl Eckermann (de)
- Wilhelm Engelhard
- Roland Engelhard (de)
- Heimar Fischer-Gaaden (de)
- Georg Fischer (de)
- Carl Ludwig Fischer (de)
- Ernst Frank (de)
- Wilhelm Frerking (de)
- Rolf-Hermann Geller (de)
- Burchard Giesewell (de)
- Karl Goedeke
- Ingrid Gretenkort-Singert (de)
- Willy Grunwald (de)
- Karl Gundelach (de)
- Caroline de Monaco
- Ernest-Auguste de Hanovre
- Adalbert von Hanstein (de)
- Hermann Harrys (de)
- Conrad Wilhelm Hase
- Albrecht Haupt (de)
- Bernhard Hausmann (de)
- Gustav Hausmann (de)
- Otto Heinzelmann (de)
- August Hengst (de)
- Karl Herner (de)
- Georg Herting (de)
- Christian Heinrich Hesemann (de)
- Friedrich Holthaus (de)
- Wulf Hühn (de)
- Georg Hurtzig (de)
- Richard Jakoby (de)
- Joseph Joachim
- Ernst Jordan (de)
- Karl-Heinz Kämmerling
- Justus Elias Kasten (de)
- Günter Katzenberger (de)
- Friedrich Kaulbach
- Matthias Kern (de)
- August Kestner (de)
- Hermann Kestner (de)
- Alfred Koerppen (de)
- Edmund Koken
- Friedrich Hans Koken (de)
- Gustav Koken
- Paul Koken (de)
- Josef Maria Kotzian (de)
- Wilhelm Kretschmer (de)
- Georg Kümmel (de)
- Ladislav Kupkovič (de)
- Otto Heinrich Lange (de)
- Arnold Leissler le Jeune (de)
- Theodor Lessing
- Hermann Löns
- Heinrich Lutter (de)
- Marcel Magis (de)
- Heinrich Marschner
- János Nádasdy (de)
- Peter Nickl (de)
- Albert Niemann
- Georg Nollet (de)
- Carl Oesterley senior (de)
- Nigel Packham (de)
- Ralf-Peter Post (de)
- Otto Riller (de)
- Rolf Roenneke (de)
- Max Sauk (de)
- Hermann Schaedtler (de)
- Hermann Schaper
- Ernst Victor Schmorl (de)
- Oscar Schmorl (de)
- Bernhard Scholz
- Werner Schuch (de)
- Stefan Schwerdtfeger (de)
- Alfred von Seefeld (de)
- Ingo Siegner (de)
- Hinrich Storch (de)
- Robert Titze (de)
- Ludwig Vierthaler (de)
- August Waterbeck (de)
- Hans-Jürgen Zimmermann (de)
- Helmut Zimmermann

### Membres honoraires
L'année du 150e anniversaire de la fondation en 1992, le HKV compte les membres honoraires suivants:
- Georg Grabenhorst (de)[5]
- Rudolf Hillebrecht (de)[5]
- August Meine (de)[5]
- Albrecht Otte[5]

## Travaux
- Ludwig Zerull (de) (Red.): Hannover im Bild. Künstler des 20. Jahrhunderts sehen Hannover und Hannoveraner. Eine Ausstellung des Hannoverschen Künstlervereins im Historischen Museum Hannover. 21. März – 9. Juni 1985 [Begleitschrift zur gleichnamigen Ausstellung]. Hannoverscher Künstlerverein, Hannover 1985